# Pycnophyllopsis
Pycnophyllopsis es un género de plantas con flores de la familia de las cariofiláceas. Comprende 17 especies descritas y de estas, solo 3 aceptadas.

## Taxonomía
El género fue descrito por Carl Skottsberg y publicado en Kongliga Svenska Vetenskaps Academiens Handlingar 56(5): 216. 1916. La especie tipo es: Pycnophyllopsis muscosa Skottsb.

## Especies aceptadas
A continuación se brinda un listado de las especies del género Pycnophyllopsis aceptadas hasta octubre de 2013, ordenadas alfabéticamente. Para cada una se indica el nombre binomial seguido del autor, abreviado según las convenciones y usos.
- Pycnophyllopsis cryptantha (Mattf.) M. Timana
- Pycnophyllopsis muscosa Skottsb.
- Pycnophyllopsis tetrasticha (Mattf.) M. Timana